# Ann Sheridan
Ann Sheridan (Denton, Texas; 18 de febrero de 1915 - Los Ángeles, California; 21 de enero de 1967) fue una actriz estadounidense.

## Biografía
Su verdadero nombre era Clara Lou Sheridan. Cuando era estudiante, su hermana mandó una fotografía suya a Paramount Studios. Como consecuencia de ello ganó un concurso de belleza, una parte de cuyo premio consistía en aparecer en una película de la Paramount. Abandonó los estudios para hacer carrera en Hollywood.
Debutó en el cine en 1934, a los diecinueve años, en la película Search For Beauty, y durante unos dos años participó en diversas películas de la Paramount sin constar en los títulos de crédito. Paramount no hizo mucho para desarrollar el talento de Sheridan, por lo que ella abandonó el estudio y firmó contrato con Warner Bros en 1936, momento en el que cambió su nombre por el de "Ann Sheridan".
La carrera de Sheridan empezó a mejorar. La belleza pelirroja pronto se convertiría en el máximo sex symbol de la Warner. Etiquetada como la "The Oomph Girl", Sheridan fue una popular chica pin-up a principios de los años cuarenta.
Recibió papeles importantes, así como reacciones positivas tanto de la crítica como del público en películas tales como Angels with Dirty Faces (1938), junto a James Cagney y Humphrey Bogart; Dodge City (Dodge, ciudad sin ley) (1939) con Errol Flynn y Olivia De Havilland; Torrid Zone con Cagney ¡1940); They Drive by Night con George Raft y Bogart (1940); The Man Who Came to Dinner (El hombre que vino a cenar) (1942) con Bette Davis, y Kings Row (1942), donde compartió la cabecera del reparto con Ronald Reagan, Robert Cummings, y Betty Field. Conocida por su buena voz para el canto, Ann también participó en musicales como Thank Your Lucky Stars (1943) y Shine On, Harvest Moon (1944). Dos de sus mejores actuaciones fueron las de los éxitos Nora Prentiss (La sentencia) y The Unfaithful, ambas de 1947.
A pesar de estos éxitos, su carrera empezó a declinar. Su papel en I Was a Male War Bride (La novia era él) (1949), dirigida por Howard Hawks e interpretada también por Cary Grant, le dio su otro gran éxito, pero en la década de los cincuenta le fue difícil encontrar trabajo, y sus actuaciones en el cine fueron esporádicas.
Sheridan apareció en la serie de televisión Another World a mediados de los años sesenta, y después inició un papel en la serie Pistols 'n' Petticoats. Enfermó durante la filmación de la primera temporada, y falleció por un cáncer de esófago y de hígado en Los Ángeles, California. Había sido una fumadora empedernida. Su cuerpo fue incinerado y las cenizas se depositaron en el Crematorio Chapel of the Pines en Los Ángeles, hasta que se enterraron definitivamente en el cementerio Hollywood Forever en 2005.
Sheridan se casó tres veces: con el actor Edward Norris, de 1936 a 1939; con el actor de la Warner George Brent, de 1942 a 1943; y con el actor Scott McKay de 1966 a 1967. No tuvo hijos.
Por su contribución a la industria cinematográfica, Ann Sheridan tiene una estrella en el Paseo de la Fama de Hollywood, en el 7024 de Hollywood Boulevard.

## Filmografía
| - Search for Beauty (1934) - Bolero (1934) - Come on Marines (1934) - Murder at the Vanities (1934) - Shoot the Works (1934) - Kiss and Make Up (1934) - The Notorious Sophie Lang (1934) - Ladies Should Listen (1934) - You Belong to Me (1934) - Wagon Wheels (1934) - The Lemon Drop Kid (1934) - Mrs. Wiggs of the Cabbage Patch (1934) - Ready for Love (1934) - Star Night at the Coconut Grove (1934, cortometraje) - Behold My Wife (Os presento a mi esposa, 1934) - Limehouse Blues (1934) - Enter Madame (1935) - One Hour Late (1935) - Home on the Range (1935) - Rumba (1935) - Car 99 (1935) - Rocky Mountain Mystery (1935) - Mississippi (1935) - The Red Blood of Courage (1935) - The Glass Key (La llave de cristal) (1935) - The Crusades (1935) - Hollywood Extra Girl (1935) (Corto) - Fighting Youth (1935) - Sing Me a Love Song (1937, escenas eliminadas) - Black Legion (La legión negra, 1937) - The Great O'Malley (1937) - San Quentin (1937) - Wine, Women, and Horses (1937) - The Footloose Heiress (1937) - Alcatraz Island (1937) - She Loved a Fireman (1937) - The Patient in Room 13 (1938) - Out Where the Stars Begin (1938, cortometraje) - Mystery House (1938) - Little Miss Thoroughbred (1938) - Cowboy from Brooklyn (1938) - Letter of Introduction (Carta de presentación, 1938) | - Broadway Musketeers (1938) - Angels with Dirty Faces (Ángeles con caras sucias-No somos ángeles) (1938) - They Made Me a Criminal (Me hicieron criminal) (1939) - Dodge City (Dodge, ciudad sin ley, 1939) - Naughty But Nice (1939) - Winter Carnival (1939) - Indianapolis Speedway (1939) - The Angels Wash Their Faces (1939) - Castle on the Hudson (1940) - It All Came True (1940) - Torrid Zone (1940) - They Drive by Night (Pasión ciega), 1940) - City for Conquest (Ciudad de conquista, 1940) - Honeymoon for Three (1941) - Navy Blues (1941) - The Man Who Came to Dinner (El hombre que vino a cenar, 1942) - Kings Row (Abismo de pasión, 1942) - Juke Girl (1942) - Wings for the Eagle (1942) - George Washington Slept Here (George Washington durmió aquí, 1942) - Edge of Darkness (Al filo de la oscuridad) (1943) - Thank Your Lucky Stars (1943) - Shine On, Harvest Moon (1944) - The Doughgirls (1944) - One More Tomorrow (1946) - Nora Prentiss (La sentencia, 1947) - The Unfaithful (1947) - El tesoro de Sierra Madre (1948) (cameo) - Silver River (Río de plata, 1948) - Good Sam (El buen Sam), 1948) - I Was a Male War Bride (La novia era él, 1949) - Stella (1950) - Woman on the Run'' (1950) (también como coproductora) - Steel Town (1952) - Just Across the Street (1952) - Take Me to Town (1953) - Appointment in Honduras (Cita en Honduras, 1953) - Come Next Spring (Cuando llegue la primavera), 1956) - The Opposite Sex (Sexo opuesto, 1956) - Woman and the Hunter (1957) - The Far Out West (1967) |